# Schirmer/Mosel Verlag
Schirmer/Mosel Verlag ist ein 1974 von Lothar Schirmer und dem Werbegrafiker Erik Mosel gegründeter Kunstbuchverlag in München. Der Imprint SchirmerMosel Literatur fasst seit Mai 2010 die literarische Sparte des Verlags zusammen.

## Verlag
Schirmer/Mosel ist Europas erster Verlag mit Programmschwerpunkt Autorenphotographie. Autoren und in aufwändigen Kunstbänden und Werkverzeichnissen behandelte Künstler sind neben anderen: Bernd und Hilla Becher, Henri Cartier-Bresson, Frida Kahlo, Anselm Kiefer, Helmut Newton oder Cy Twombly. Seit seiner Gründung hat der Verlag rund 1.500 Publikationen herausgebracht (Stand März 2014).

## Schirmer/Mosel Ausstellungsraum

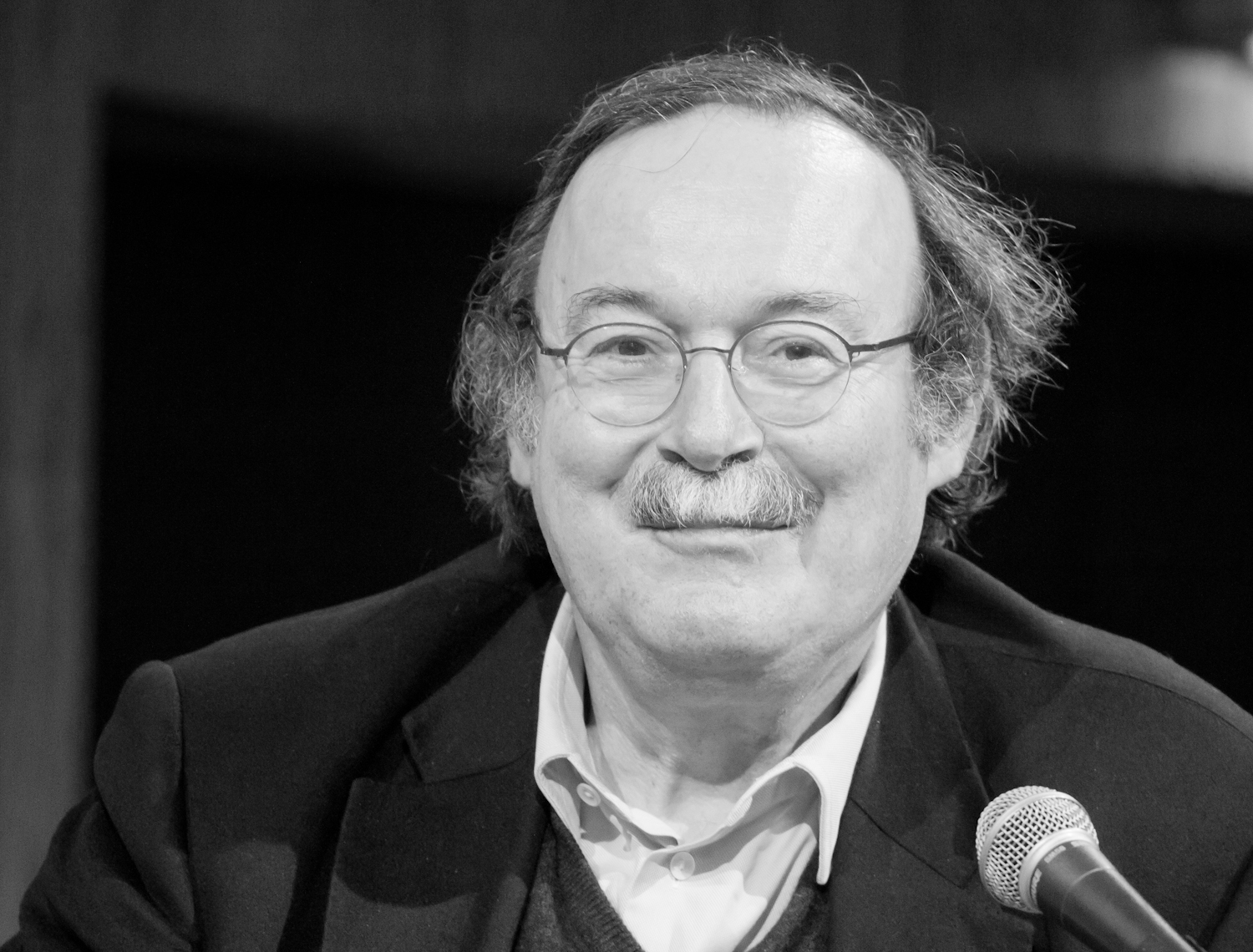
Lothar Schirmer Ende 2013

Am 11. September 1998 eröffnet der Verlag in den Hofgartenarkaden der Münchner Residenz die Verlagsgalerie Schirmer/Mosel Ausstellungsraum, in der regelmäßig Ausstellungen mit Werken der Autoren des Verlags und andere Veranstaltungen stattfinden.

## Auszeichnungen
2012 wurde der Kunstbuchverleger Lothar Schirmer vom Branchenmagazin BuchMarkt zum Verleger des Jahres 2012 gewählt. 2019, 2020, 2022 und 2023 erhielt der Verlag den Deutschen Verlagspreis.